# Hyliota flavigaster
La hiliota ventrigualda (Hyliota flavigaster) es una especie de ave paseriforme de la familia Hyliotidae propia del África subsahariana.

## Distribución y hábitat
Se encuentra distribuida por los bosques secos tropicales del África tropical.